# بطلميوس دين
بطلميوس دين (بالإنجليزية: Ptolemy Dean)‏ هو مهندس معماري بريطاني، ولد في 1968.

## وصلات خارجية
- بطلميوس دين على موقع IMDb (الإنجليزية)